# Österrikes damlandslag i fotboll
Österrikes damlandslag i fotboll representerar Österrike i fotboll på damsidan. Lagets första match spelades den 6 maj 1970 i Bari, Italien och förlorades med 0–9 mot Mexiko i samband med inofficiella dam-VM 1970.
Österrike deltog i sitt första mästerskap då de kvalificerade sig till EM 2017 efter att i kvalspelet slutat tvåa i gruppen efter Norge, men före Wales, Kazakstan och Israel. I EM tog Österrike sig vidare till kvartsfinal genom att i gruppspelet besegra Schweiz (1-0) och Island (3-0) och spela oavgjort mot Frankrike (1-1). Kvartsfinalen mot Spanien slutade 0-0 efter full tid och förlängning och avgjordes därför genom straffsparksläggning där Österrike vann med 5-3, vilket innebar att laget, som debutant i EM-sammanhang, tog sig till en semifinal mot Danmark. Även semifinalen gick till straffsparksläggning efter 0-0 under ordinarie matchtid men den gången förlorade dock Österrike med 0-3.

## Laguppställning
| Nr | Pos. | Namn                      | Födelsedatum (ålder)      | Matcher | Mål |           | Klubb                     |
| -- | ---- | ------------------------- | ------------------------- | ------- | --- | --------- | ------------------------- |
| 1  | MV   | Anna-Carina Kristler      | 17 juli 1988 (25 år)      |         |     | Österrike | SK Sturm Damen            |
| 2  | MF   | Julia Tabotta             | 25 juli 1994 (19 år)      |         |     | Sverige   | FSK St.Pölten – Spratzern |
| 3  | MF   | Jennifer Pöltl            | 4 augusti 1993 (20 år)    |         |     | Österrike | FSK St. Pölten-Spratzern  |
| 4  | F    | Romina Bell               | 14 maj 1993 (20 år)       |         |     | USA       | AIC Springfield           |
| 6  | MF   | Jelena Prvulovic          | 16 september 1994 (19 år) |         |     | Österrike | USC Landhaus              |
| 7  | MF   | Laura Feiersinger         | 5 april 1993 (20 år)      |         |     | Tyskland  | FC Bayern München         |
| 8  | MF   | Nadine Prohaska           | 15 augusti 1990 (23 år)   |         |     | Österrike | FSK St. Pölten-Spratzern  |
| 9  | MF   | Sarah Zadrazil            | 19 februari 1993 (21 år)  |         |     | USA       | ETSU Buccaneers           |
| 10 | A    | Nina Burger               | 27 december 1987 (26 år)  |         |     | Tyskland  | SC Sand                   |
| 11 | MF   | Viktoria Schnaderbeck (c) | 4 januari 1991 (23 år)    |         |     | Tyskland  | FC Bayern München         |
| 14 | MF   | Heike Manhart             | 7 januari 1993 (21 år)    |         |     | Ungern    | Viktória FC-Szombathely   |
| 15 | F    | Virginia Kirchberger      | 25 maj 1993 (20 år)       |         |     | Tyskland  | MSV Duisburg              |
| 16 | MF   | Jasmin Eder               | 8 oktober 1992 (21 år)    |         |     | Österrike | FSK St. Pölten-Spratzern  |
| 17 | MF   | Sarah Puntigam            | 13 oktober 1992 (21 år)   |         |     | Schweiz   | SC Kriens                 |
| 18 | F    | Verena Aschauer           | 20 januari 1994 (20 år)   |         |     | Tyskland  | BV Cloppenburg            |
| 19 | MF   | Elisabeth Tieber          | 4 juli 1990 (23 år)       |         |     | Österrike | SK Sturm Damen            |
| 20 | A    | Lisa Makas                | 11 maj 1992 (21 år)       |         |     | Österrike | FSK St. Pölten-Spratzern  |
| 21 | MV   | Manuela Zinsberger        | 19 oktober 1995 (18 år)   |         |     | Österrike | SV Neulengbach            |